# Recinte emmurallat de Benaguasil
El recinte emmurallat de Benaguasil va ser construït cap a la mateixa època que el seu  castell. Benaguasil va ser protegit amb muralles que formaven un sòlid recinte fortificat, com es demostraria molt de temps després en la defensa dels moriscos revoltats per l'ordre de baptisme forçós decretada per  Carlos I d'Espanya. Les muralles  medievals van haver estendre pels actuals carrers de la Séquia, Isabel de Villena, La Tirana, Pedralba, Llíria i del Mur. Precisament en aquest últim carrer es troba el tram millor conservat de la muralla, un llenç de sis metres de longitud embegut en habitatges particulars. Hi ha informació arqueològica que així el corrobora, així com els plànols que delimiten el traçat de la muralla en l'actual plànol urbà de Benaguasil. En concret, les restes que es troben al carrer del Mur, pertanyerien als trams X i XI de la muralla.

## Història
El castell i les defenses urbanes van deure construir-se entre 1147 i 1172, tot i que entre 1184 i 1199 es va reconstruir, va reforçar, va millorar i va adornar les muralles urbanes i el castell. Pertanyen doncs a la cambra del segle xi -  XII,  època musulmana.
Alonso Durá basant-se en el conjunt de testimonis materials, lingüístics i antropològics manejats en el seu estudi arqueològic del recinte emmurallat, situa la construcció de les muralles de Benaguasil en temps del rei  Muhamed Ibn Sa'd Ibn Mardanis (1147 - 1172) i que el califa almohade Abu-Yússuf Yaqub al-Mansur (1184 - 1199) va reforçar i millorar donant l'aspecte que van oferir davant els cristians a 1237.

## Descripció
Els seus murs eren de 2,5 metres de gruix i gairebé 13 metres d'altura, amb un perímetre que sobrepassava els 1 000 metres, reforçat per torres, majoritàriament quadrangulars o rectangulars, encara que existia una  octogonal al costat del  castell, i dos semicirculars que defensaven el Portal de València. El circuit emmurallat disposava, a més, d'un profund i ample fossat que el circumval·len la part exterior, amb ponts mòbils enfront de les portes, que pel que sembla eren tres: el Portal de València (a l'est), el de Benisanó o de Llíria (al nord) i el de Vilamarxant o de les Eres (al sud). A ells s'afegiria molt de temps després l'anomenat Portal Nou o de Suchet, obert cap a l'oest.